# Stanisław Kuliński (fizyk)
Stanisław Kuliński (ur. 8 października 1928, zm. 18 stycznia 2021) – polski fizyk, prof. dr hab.

## Życiorys
Był absolwentem Politechniki Warszawskiej, w 1963 otrzymał doktorat. W 1998 r. uzyskał tytuł profesora nauk fizycznych. Pracował w Instytucie Problemów Jądrowych im. Andrzeja Sołtana.

## Nagrody i wyróżnienia
- 1971: Nagroda Państwowej Rady ds. Pokojowego Wykorzystania Energii Jądrowej[2]
- 1975: Nagroda MNiSW i Techniki[2]
- 1984: Nagroda pierwszego stopnia Prezesa Państwowej Agencji Atomistyki[2]